# Alaudala
Alaudala és un gènere d'ocells de la família dels alàudids (Alaudidae).

## Taxonomia
Segons la Classificació del Congrés Ornitològic Internacional (versió 10.2, 2020) aquest gènere està format per 6 espècies:
- Alaudala athensis - terrerola d'Athi.
- Alaudala cheleensis - terrerola asiàtica.
- Alaudala somalica - terrerola de Somàlia.
- Alaudala rufescens - terrerola rogenca.
- Alaudala heinei - terrerola del Turquestan.
- Alaudala raytal - terrerola de l'Índia.